# اینترنت اکسپلورر۱۱
ویندوز اینترنت اکسپلورر ۱۱ (به انگلیسی: Internet Explorer 11) (به اختصار IE11) آخرین نسخه از اینترنت اکسپلورر است. که یک مرورگر ساخته بدست مایکروسافت است. اگرچه ساخت درونی اینترنت اکسپلورر ۱۱ در ۲۵ مارس ۲۰۱۳ به بیرون درز کرد. اما این نخستین نسخه پیش‌نمایشی بود که تا ژوئن ۲۰۱۳ به سبک رسمی منتشر نشد.
در کنفرانس بیلد ۲۰۱۳ با ویندوز سرور ۲۰۱۲ R۲ و ویندوز ۸٫۱ همراه بود. در ۲۵ ژوئیه ۲۰۱۳، مایکروسافت نسخه پیش نمایش برای توسعه دهندگان اینترنت اکسپلورر ۱۱ و همچنین برای ویندوز ۷ و ویندوز سرور ۲۰۰۸ R۲ منتشر کرد.
سال 2022 مایکروسافت این نرم افزار را از طریق آپدیت تازه سیستم عامل ویندوز پاک کرد.

## ویژگی‌های افزوده شده
- باز طراحیِ ابزار برنامه‌نویسی
- پشتیبانی از وب‌جی‌ای
- افزایش مقیاس برای صفحه نمایش‌های با DPI بالا
- پیش رِندِر و واکشی اولیه

## ویژگی‌های برداشته شده
- توانایی خاموش کردن مرور جدول بندی شده.
- توانایی نمایش یک‌جای همهٔ کوکی‌ها با ابزار برنامه نویس.
- به‌کار بردن آیکون‌های بزرگ برای دکمه‌های فرمانِ گروپ پالیسی دیگر پشتیبانی نمی‌شود.
- کشیدن و رها کردن محتوی انتخاب شده از اینترنت اکسپلورر به برنامه‌های دیگر مانند ورد.
- دکمهٔ کار آفلاین (Work Offline).
- زبانه‌های میانبر (Quick Tabs).